# Enrique Iglesias
Enrique Miguel Iglesias Preysler (Madrid, 8 de maig de 1975) més conegut simplement com a Enrique Iglesias és un cantant espanyol, compositor i actor ocasional, popular tant en els mercat llatins com hispans als Estats Units. És un cantant contralt. És fill del cantant Julio Iglesias. Als cinc anys de començar la seva carrera musical, durant la dècada de 1990, es convertia en un dels artistes amb més ventes d'àlbums en castellà d'aquella dècada, canviant al mercat en llengua anglesa abans del canvi de mil·lenni signant un contracte per diversos discos amb Universal Music Group per uns sense precedents 50.000.000 de dòlars per llançar els seus discos en espanyol i Interscope Records per llançar els àlbums en anglès. El 2010, es va separar d'Interscope per signar amb una altra discogràfica d'Universal Music Group, Universal Republic.
Iglesias ha venut uns 100 milions d'enregistraments a escala mundial (uns 70 milions d'àlbums), que el van fer un dels millors artistes de llengua espanyola de tot el temps.
Ha tingut cinc Billboard Hot 100 amb cinc senzills entre ells dos números u, i ha tingut 22 senzills Billboard's Hot Latin Tracks. També ha tingut deu cançons en la Billboard's Dance charts, més que qualsevol altre solista masculí. Conjuntament, Iglesias n'ha tingut 68 temes en els diversos Billboard, i el Billboard l'ha anomenat El Rei de Pop Llatí i El Rei del Dance i el segon artista llatí dels anys 1986 al 2011, sent Luis Miguel el primer.

## Primers anys
Iglesias va nàixer a Madrid, sent el tercer fill, el més jove del cantant Julio Iglesias i la filipino-espanyola Isabel Preysler, que van anul·lar el seu matrimoni el 1979.
El 1986, Julio Iglesias Puga, avi d'Enrique Iglesias fou segrestat per la banda terrorista ETA. Per a la seva seguretat, Enrique i el seu germà, Julio Iglesias, Jr., foren enviats amb el seu pare a Miami. També ha viscut un any a Belgrad amb la seva mare. Mentre la carrera del seu pare el mantenia girant, el jove Iglesias fou criat per la mainadera familiar. Assistia a la prestigiosa Gulliver Preparatory School, on debutà com a cantant en una producció de Hello, Dolly!. Iglesias va estudiar Ciències empresarials a la Universitat de Miami.
Iglesias no volia que el seu pare sabés dels seus plans per tenir una carrera musical doncs que no volia que el seu cognom l'ajudés a avançar la seva carrera. Va rebre en préstec diners de la mainadera i va enregistrar una cinta de casset de demostració que constava d'una cançó en espanyol i dues cançons en anglès. Amb l'ajuda de l'anterior publicista del seu pare, Fernan Martínez, pogué fer circular les cançons sota el nom Enrique Martinez amb la història de fons de ser un cantant desconegut de Guatemala. Iglesias va signar amb els mexicans Fonovisa. Després de deixar els estudis, viatjà a Toronto per enregistrar el seu primer àlbum.

## Carrera Musical

### 1995–96:Enrique Iglesias
El 12 de juliol de 1995, Iglesias editava Enrique Iglesias, una col·lecció de balades rock lleugeres, inclosos els hits "Si tú te vas" i "Experiencia religiosa", que va vendre mig milió de còpies la primera setmana.
La seva cançó "Por Amarte" inclosa en la telenovel·la Marisol de Televisa, però amb un gir: en comptes de Por amarte daría mi vida (Per estimar-te, donaria la meva vida), les paraules eren Por amarte Marisol, moriría (Per estimar-te, Marisol, moriria). El cd també va tenir edicions italianes i portugueses de l'àlbum, amb la majoria de les cançons traduïdes a aquelles llengües.
L'àlbum va contenir cinc senzills, entre ells "Por Amarte", "No Llores Por Mí", i "Trapecista" que van encapçalar les llistes de música llatina del Billboard. L'àlbum va guanyar un premi Grammy llatí a la Millor Actuació Pop Llatina.

### 1997-1999:ViviriCosas Del Amor
El 1997, Iglesias continuava pujant amb Vivir, que el posà entre les superestrelles de la música de llengua anglesa en vendes durant aquell any. L'àlbum també incloïa la cançó versionada de Yazoo "Only you", traduïda a espanyol amb el títol "Sólo en ti". Tres senzills extrets de Vivir ("Enamorado por primera vez", "Sólo en ti" i "Miente") van arribar al cim dels senzills de música llatina i els països hispanoparlants. Junt amb el seu pare i Luis Miguel, va ser nominat pel premi American Music Award en la categoria d'artista llatí, que va guanyar el seu pare.
Per a la seva primera gira de concert va tocar en estadis amb teloners d'Elton John, Bruce Springsteen i Billy Joel, i va vendre totes les entrades a setze països. Començant a Odessa, Texas va tocar tres nits consecutives a la Plaça de Toros de Mèxic, dues nits consecutives a l'Auditori de Monterrey i dos a l'Estadi Monumental Antonio Vespucio Liberti de Buenos Aires, Argentina amb 130.000 espactadors, i 19 estadis als EUA.
El 1998, Iglesias llançava el seu tercer àlbum, Cosas del amor (Coses de l'amor). Agafant una direcció musical més madura, l'àlbum, ajudat pels senzills "Esperanza" i "Nunca te olvidaré", que van encapçalar la llista de senzills llatins.
Iglesias va fer una gira curta en locals petits per acompanyar el llançament e l'àlbum, amb un concert televisat des d'Acapulco, Mèxic, que fou seguit per una gira mundial de més de vuitanta espectacles en llocs grans. La gira Cosas del Amor fou la primera patrocinada per McDonald's.
Va guanyar un premi American Music Award en la categoria d'Artista Llatí Favorit contra Ricky Martin i Chayanne. La cançó "Nunca te olvidaré" fou usada com la música d'un serial espanyol del mateix nom, i va cantar la cançó en l'últim episodi de la sèrie.

### 1999-2004: Àlbums en anglès
El 1999 Iglesias havia aconseguit començat una carrera reeixida al mercat de música en llengua anglesa. Gràcies a artistes com Ricky Martin i Gloria Estefan, artistes llatins i la seva música van gaudir de molta popularitat. Després d'assistir a un dels seus concerts, Will Smith va demanar a Iglesias contribuir a la banda sonora de la seva pel·lícula Wild Wild West, i "Bailamos" va ser llençat com a senzill i es va convertir en un èxit.
Després de l'èxit de "Bailamos", diverses discogràfiques importants desitjaven contractar Iglesias, i va signar un contracte multiàlbum després de setmanes de negociacions amb Interscope Records i va enregistrar el seu primer ple CD en anglès, Enrique. L'àlbum pop, amb algunes influències llatines, es va completar en dos mesos. Contenia la cançó Rhythm Divine, un duet amb Whitney Houston titulat Could I Have This Kiss Forever, i una versió de la cançó de Bruce Springsteen "Sad Eyes".
El 2000 Iglesias va actuar a l'espectacle del descans de la superbowl XXXIV al costat de Christina Aguilera, Phil Collins, i Toni Braxton. El locutor Howard Stern va programar sovint una cinta d'Iglesias desafinant acusant Iglesias de no poder cantar en directe. El 8 de juny de 2000, Iglesias cantava la cançó live sobre l'espectacle de Popa només que una guitarra l'acompanyés. Després de l'actuació, Stern va dir "El respecto per venir aquí; realment pot cantar", i Iglesias va comentar que la controvèrsia fou la millor promoció que podria tenir. El senzill de l'àlbum Be With You es va convertir en el seu segon senzill al Billboard's Hot 100.
El 2001 Iglesias va llançar el seu segon àlbum en anglès Escape, després que la majoria de creuaments llatins de l'any anterior experimentaven dificultats per aconseguir les vendes del seu primer àlbum en anglès, Iglesias fins i tot va vendre més. El primer senzill de l'àlbum, "Hero", es convertia en un número u al Regne Unit, i a molts altres països. L'àlbum sencer fou coescrit per Iglesias.
Escape és el seu èxit comercial més gran fins avui, amb els senzills Escape i Don't Turn Off The Lights sonant habitualment a les ràdios i estant ben posicionats a les llistes. Una segona edició de l'àlbum es llançava internacionalment, contenint una nova versió d'una de les cançons favorites d'Iglesias, Maybe, i un duet amb Lionel Richie anomenat To Love a Woman.
Iglesias aprofità l'èxit de l'àlbum amb el "One-Night Stand World Tour" que tingué 50 espectacles a 16 països, incloent el Radio City Music Hall i tres nits consecutives al Royal Albert Hall de Londres. La gira acabava amb un espectacle gran al Lia Manoliu stadium a Bucarest, Romania. El concert s'emeté en directe a MTV Romania, amb el vídeo de "Love to See You Cry" sent el primer mostrat al canal.
La segona part de la gira, "Don't Turn Off The Lights", es completà l'estiu de 2002, amb dues nits a Madison Square Garden i dos més a l'Auditori Nacional de Mèxic. La gira acabava amb un únic espectacle al Roberto Clemente Coliseum a San Juan (Puerto Rico).

#### Quizási7
El 2002 Iglesias decidia llançar un quart àlbum en llengua castellana titulat Quizás (Potser). Una producció musical més polit que els seus àlbums castellans previs i contenint més cançons introspectives, la pista de títol de l'àlbum és una cançó sobre la relació estirada que Iglesias té amb el seu pare famós Julio Iglesias.
L'àlbum debutava am a número 12 en el Billboard 200 carta d'àlbums, l'emplaçament més alt d'un àlbum de llengua castellana a la carta a l'època. Quizás va vendre un milió de còpies en una setmana, fent-lo l'àlbum de venda més ràpida en castellà en 5 anys. Els tres senzills de l'àlbum acabaven encapçalant la carta llatina, donant un total de 16 números 1 a la carta. El seu últim senzill des de l'àlbum, "Para Que la Vida", arribava a un milió de giravoltes a la ràdio dels Estats Units, l'única cançó de llengua castellana que ho ha fet.
El vídeo de "Quizás" fou el primer vídeo de música en castellà afegit a la selecció de l'espectacle Total Request Live, molt popular de MTV. Iglesias realitzava la cançó The Tonight Show with Jay Leno, esdevenint al primer a cantar una cançó castellana en l'espectacle, i això li obí portes a uns altres artistes com Ricky Martin, Juanes i Jorge Drexler per realitzar el seu material castellana. Iglesias incloïa cançons de Quizás en la seva gira "Don't Turn Off the Lights Tour", i l'àlbum passava a guanyar un Premi Grammy llatí per a millor àlbum vocal pop.
Per 2003 Iglesias llançava el seu setè àlbum, que anomenava 7, el segon per ser coescrit per Iglesias. Entre el material inspirat en la dècada de 1980], presenta la cançó "Roamer", que escrigué amb el seu amic i guitarrista Tony Bruno. El cd també contenia la cançó "Be Yourself", una cançó sobre independència (el cor parla com els seus pares creien que mai reeixiria en la seva carrera de cantant). El primer senzill fou la cançó "Addicted", i poc després una remescla de la cançó "Not in Love", presentant Kelis.
Amb aquest àlbum, Iglesias se n'anava sobre la seva gira mundial més gran fins avui. La gran publicitat de la gira va començar amb dotze espectacles als Estats Units amb Iglesias cantant a Houston Rodeo i va continuar en bastants països, la majoria dels quals no havia prèviament visitat cantant en arenes venudes i estadis a Austràlia, Índia, Egipte i Singapur abans d'acabar la seva gira a Sud-àfrica.

### 2007-2009:InsomniaciGreatest Hits

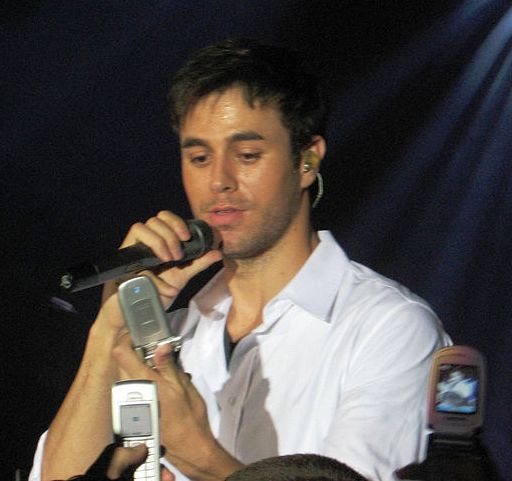
Iglesias al 29 d'agost de 2007.

Iglesias va llençar el seu àlbum nou Insomniac el 12 de juny de 2007. L'àlbum contenia un estil pop més contemporani que allò d'àlbums previs. L'àlbum incloïa "Push", amb el raper Lil Wayne, "Ring My Bells", i una versió de Tired of Being Sorry de Ringside.
El primer senzill "Do You Know? (The Ping Pong Song)" es va publicar el 10 d'abril de 2007, al cançó que va arribar més amunt en el Hot 100 des d'"Escape", i també va triomfar a Europa amb la versió espanyola titulada "Dímelo", que fou número 1 Hot Latin Tracks durant 12 setmanes, sent la seva segona millor cançó en aquesta llista. A continuació va treure la balada "Somebody's Me", com a senzill al continent americà, i va funcionar bé en les versions anglesa i espanyola. A Europa, el segon senzill fou "Tired of Being Sorry", que va funcionar bé a molts països; Va enregistrar una versió de la cançó amb la cantant francesa Nâdiya, que fou número u a França durant onze setmanes.
El 4 de juliol, Enrique Iglesias es va convertir en el primer artista occidental en tocar un concert a Síria en tres dècades, actuant per a 10.000 persones a Damasc, i la mateixa setmana va actuar en realitzada en el Live Earth d'Hamburg.
La Gira Mundial Insomniac es va iniciar al Coca-Cola Dome de Johannesburg, on havia acabat l'anterior gira mundial, i va esgotar les entrades per tot Europa, sent la primera en la que arribava al Regne Unit tocant al Manchester Arena i al Wembley Arena. La gira va acabar amb Iglesias actuant al recentment inaugurat L.A. Live. Una segona part de la gira el va dur per tota llatinoamèrica, des de Mèxic fins a l'Argentina.
Una versió en solitari de "Push" s'afegí a la banda sonora de la pel·lícula Step Up 2 the Streets i la cançó fou el tercer senzill de l'àlbum, amb un vídeo musical amb els actors principals de la pel·lícula, sent una de les seves cançons més valorades entre els admiradors.
La cançó d'Iglesias "Can You Hear Me" fou escollida com la cançó oficial del Campionat d'Europa de futbol 2008, i la va interpretar a la final de Viena el 29 de juny. La cançó va rellançar Insomniac.
Iglesias llençava un Greatest Hits en espanyol en 25 de març de 2008 que incloïa les seves disset cançons de #1 en la llista Hot Latin Tracks chart i dues cançons noves. El primer senzill fou la cançó "Dónde Están Corazón", escrita per Coti, estrella argentína i es va convertir en el 18è senzill #1 d'Iglesias al Billboard, sent el segon àlbum en espanyol d'Iglesias debutant entre els 20 primers del Billboard 200 (Quizás va debutar en #12 el 2002). L'àlbum certificà el doble platí (llatí) als EUA i en alguns països llatinoamericans.
El segon senzill de l'àlbum "Lloro Por Ti" va tenir una remescla oficial amb Wisin & Yandel, que també va arribar a #1. Iglesias va fer una gira als Estats Units, començant a Laredo, Texas i acabant a l'Izod Center de Nova Jersey acompanyat en la major part de la gira amb la banda de bachata Aventura, amb qui va interpretar "Lloro Por Ti" als Premios Juventud.
Iglesias actuà per sorpresa en els Premis de Lo Nuestro, obrint l'espectacle amb un medley de "Dónde Están Corazón" i "Dimelo". També actuà als Billboard Latin Music Awards, on rebé un premi especial.
Després de l'èxit de la seva compilació Greatest Hits en espanyol, Iglesias va llançar una compilació dels seus èxits en llengua anglesa l'11 de novembre. L'àlbum inclou "Can You Hear Me" i dues cançons noves. El primer senzill és "Away" presentant Sean Garrett i fou seguit per "Takin' Back My Love" presentant Ciara, i incloent hits com "Bailamos", "Hero", "Be with You", "Not in Love" and "Escape" que havien encapçalat diverses llistes Billboard i cançons com "Rhythm Divine", "Tired of Being Sorry" i "Do You Know? (The Ping Pong Song)", que havien encapçalat llistes a Europa. Després de la col·laboració reeixida amb Nadiya, Iglesias enregistrava un altre tema, "Miss You", que apareixia a l'edició deluxe de l'àlbum.
Iglesias guanyà dos World Music Awards en 2008 en les categories "World's Best Selling Latin Performer" i "World's Best Selling Spanish Artist", en la cerimònia de Mònaco el 9 de novembre de 2008.

### 2010-2011:Euphoriai gira

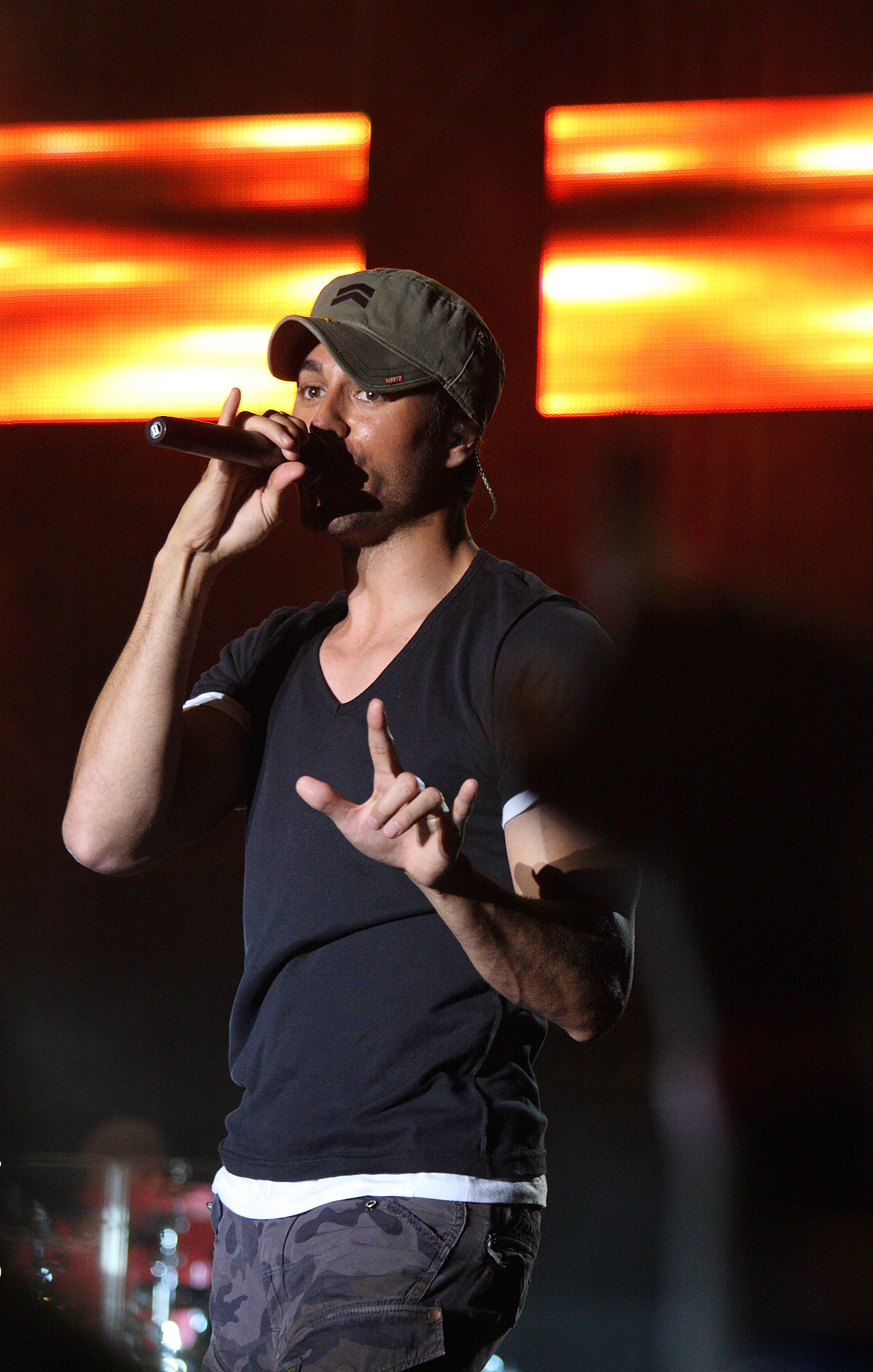
Enrique Iglesias en concert el juny de 2008.

A principis de 2010, Iglesias apareixia a la cançó benèfica We Are the World 25 for Haiti amb 25 altres primers artistes dels Estats Units per recollir fons per al Terratrèmol que va colpir l'àrea d'Haití, produït per Quincy Jones, Lionel Richie i Wyclef Jean. Enrique a més va enregistrar la cançó "It Must Be Love" per l'àlbum "Download to Donate for Haiti" per la mateixa causa. El 5 de juliol, de 2010, Iglesias va llençar el seu novè àlbum d'estudi, Euphoria, el seu primer treball amb la seva etiqueta discogràfica, Universal Republic, el primer àlbum bilingüe d'Iglesias amb set cançons en anglès i sis en castellà. L'àlbum va guanyar els premis Billboard Latin Award for Latin Album of the Year i Latin Pop Album of the Year i va estar nominat per millor àlbum de l'any de música latina. Iglesias va treballar amb tres productors amb qui ha treballat abans; RedOne, Mark Taylor i Carlos Paucer. L'àlbum presentava col·laboracions amb Akon, Usher, Nicole Scherzinger, Ludacris, Pitbull, Juan Luis Guerra i el seu tercer duet amb Wisin & Yandel. Amb Universal Latino va llençar senzills en les dues llengües simultàniament.
El primer senzill en anglès de l'àlbum, "I Like It", amb el raper Pitbull fou llençat el maig 3, 2010 als EUA, convertint-se en èxit, arribant al número 4 a la Billboard Hot 100. "Cuando Me Enamoro" fou llençat com el senzill principal en espanyol de l'àlbum, debutant al número 8 i 25 en el U.S Latin Pop Songs i U.S. Hot Latin Songs, respectivament. La cançó es convertia en el seu 25è primer 10 senzill als EUA Billboard Hot Latin Songs i després de 4 setmanes es convertia en la seva 21a cançó de número 1 en aquesta llista. El gener de 2011 "Tonight (I'm Fuckin' You)" començà entre els 10 millors al Billboard, arribant al 4, convertint-se en un altre gran èxit. La cançó es llençava només per a la descàrrega digital als EUA encara que fou presentat en algunes edicions d'"Euphoria" a Europa i algunes àrees asiàtiques. La cançó es va convertir el seu primer #1 en el US Pop Songs i Hot 100 Airplay charts. Una versió remesclada de "Dirty Dancer" es llençava i convertia en el seu novè encapçalador de la llista de música de ball fent-lo l'home amb els màxims senzills en música de ball números 1 amb Prince i Michael Jackson. "Ayer" fou el setè senzill de l'àlbum. La Gira d'Euphoria el va dur als US, Canada, Regne Unit i Europa, i una segona cama el duia a Austràlia amb artistes amics Pitbull i Prince Royce a d'Amèrica del Nord.

### 2012: Euphoria: Reloaded
El 2011, Iglesias va començar a enllestir una continuació d'Euphoria, anomenada Euphoria Reloaded. L'agost de 2011 llençava el primer senzill, "I Like How It Feels" a la ràdio, amb Pitbull però no va funcionar bé, ocasionant el segon senzill, "Mouth to Mouth", amb Jennifer Lopez, sent aparcada i causà que l'extensió mateixa s'anul·lés. La que havia de ser tercer senzill de l'extensió, "Naked", presentant la cantant Dev, que seria el tercer senzill del seu àlbum d'estudi de debut, The Night the Sun Came Up. L'extensió també arxivava el quart senzill, "3 Letter Word", i el cinquè amb Jennifer Lopez, "Physical". Iglesias anunciava el 30 d'abril de 2012, en una conferència de premsa a Boulevard3, que se faria ana gira mundial conjunta, titulada Jennifer Lopez and Enrique Iglesias in Concert amb Jennifer Lopez i Wisin & Yandel. El 25 d'agost, de 2012 Iglesias descobria el seu nou senzill, "Finally Found You", amb Sammy Adams.

## Escriptor de cançons, productor i actor
Iglesias ha col·laborat amb el compositor Guy Chambers per escriure "Un Nuovo Giorno", el primer senzill del primer àlbum pop d'Andrea Bocelli. La cançó fou més tard traduïda a anglès com "First Day of My Life" i enregistrada per la Spice Girl Melanie C, que va ser un enorme èxit per tot Europa, sent número u en diversos països. Iglesias també escrivia el senzill "The Way/Solitaire" per al concursant d'American Idol Clay Aiken. Quatre cançons coescrites per Iglesias apareixien en un àlbum de The Hollies. Moltes vegades Iglesias ha dit que si es retirés, escriuria i produiria cançons per a altres artistes. Ídol Allstars 2010 (Sèrie d'Ídols sueca) va llençar la cançó "All I Need Is You" coescrita per Iglesias amb Andreas Carlsson, Kalle Engström i Kristian Lundin, que fou directament a número u a itunes. També coescrivia que la cançó Dance Again de Jennifer Lopez de 2012, que arribava al número u al Billboard US Hot Dance Songs.
El 2000, Iglesias va coproduir un musical anomenat Four Guys Named Jose and Una Mujer Named Maria. En el musical, quatre americans d'ascendència llatina tenen un interès comú en la música i es troben i decideixen crear un espectacle. L'espectacle tenia moltes referències i al·lusions a moltes cançons llatines i pop clàssiques i contemporànies del gust de Carmen Miranda, Selena, Ritchie Valens, Chayanne, Ricky Martin i el mateix Iglesias.
Iglesias també va desenvolupar un interès per actuar, fent de protagonista al costat d'Antonio Banderas, Salma Hayek i Johnny Depp al film de Robert Rodriguez en Once Upon a Time in Mexico, de convidat en Two and a Half Men i en How I Met Your Mother, i en un anunci per Pepsi, que patrocinava la seva última gira mundialamb Britney Spears, Beyoncé Knowles i Pink.

## Vida personal
Iglesias va començar a festejar amb la tennista Anna Kúrnikova a finals del 2001. Iglesias té dos altres germans, Chabeli Iglesias i Julio Iglesias, Jr., un oncle 30 anys més jove que ell i una tia 31 anys més jove. Es va operar el 2003 per treure's un gra del costat dret de la seva cara, preocupat perquè es podria tornar cancerós.

## Discografia
Àlbums en castellà
- Enrique Iglesias (1995)
- Vivir (1997)
- Cosas del Amor (1998)
- Quizás (2002)

Àlbums en anglès
- Enrique (1999)
- Escape (2001)
- 7 (2003)
- Insomniac (2007)

Àlbums bilingües
- Euphoria (2010)
- Euphoria Reloaded (TBA)

## Gires
- Vivir World Tour (1997)[32]
- Enrique World Tour (2000)
- One Night Stand Tour (2002)
- Insomniac World Tour (2007)
- Greatest Hits Tour (2009)
- Euphoria Tour (2010–12)
- Enrique Iglesias & Jennifer Lopez Tour (2012)

## Premis i nominacions
Enrique Iglesias és un dels artistes musicals llatins més premiats de tots el temps. Ha guanyat 16 Billboard Music Awards i 23 Billboard Latin Music Awards, així com 5 American Music Awards, un Premi Grammy, un Premi Grammy Llatí i 7 World Music Awards. També guanyava un MTV Best International Pop Act. També com sent nomenat "Rei de Pop Llatí", ha guanyat 15 premis Lo Nuestro. El 2000 va obtenir el premi Most Fashionable Artist al VH1/Vogue Fashion Awards. El 2001, amb el seu segon àlbum d'estudi anglès Escapada, el Best-Selling Pop Male Artist and European Male Artist als World Music Awards. Iglesias també guanyat un premi per a Artista espanyol Més Reeixit de la Dècada als Premis Ondas el 2002.